# The Wish
The Wish es el noveno episodio de la tercera temporada de Buffy the Vampire Slayer. En él, todo Sunnydale es invadida por los vampiros debido a un deseo de Cordelia.

## Argumento
Willow (Alyson Hannigan) trata de arreglar su relación con Oz (Seth Green), pero este le dice que necesita tiempo. Cuando Cordelia (Charisma Carpenter) llega al instituto descubre que sus amigas ya no la respetan. Harmony (Mercedes McNab) le presenta a Anya (Emma Caufield), una nueva estudiante. En el Bronze, Buffy trata de hablar con ella pero un vampiro las interrumpe y acaba en el suelo junto a un cubo de basura. Cordelia piensa que la Cazadora es la causante de sus problemas. En el instituto le cuenta su deseo a Anya: que Buffy nunca hubiera llegado a Sunnydale. Resulta que Anya se lo concede.
Pero la nueva versión de Sunnydale no es como Cordelia imaginó. Hay un toque de queda y el Bronze ya no es lo que era. Según afirma Harmony, Xander (Nicholas Brendon) y Willow están muertos. A medida que cae la noche, Cordelia pasea por las calles desiertas y encuentra a Xander, a quien le dice que tienen que buscar a Buffy. También aparece Willow, pero resultan que ella y Xander son vampiros. Giles (Anthony Head) la rescata con la ayuda de Oz, Larry (Larry Bagby) y una chica llamada Nancy (Mariah O'Brien).
En esta realidad, El Bronze es el centro de reunión de los vampiros. El Maestro (Mark Metcalf) no quiere que la Cazadora arruine sus planes. En la biblioteca Cordelia trata de explicarle a Giles lo sucedido, pero los vampiros aparecen y la matan a ella y a Nancy. En los sótanos del Bronze, Ángel (David Boreanaz) está encerrado como castigo por ayudar a humanos y Willow lo utiliza como mascota y lo tortura.
Giles se fija en el colgante que Cordelia llevaba y empieza a investigar. Averigua que pertenece a Anyanka, la patrona de las mujeres despreciadas. Luego, llama al vigilante de Buffy en Cleveland. En las calles de Sunnydale, Giles trata de salvar a un grupo de humanos y se encuentra con Buffy, quien ha arribado a la ciudad. Le informa de lo que ha descubierto y que podría revertir los deseos y debilitarla, para lo que deben destruir el centro de poder de Anyanka. Pero Buffy está interesada en el Maestro y acaba en el Bronze. En el sótano se encuentra con Ángel. Descubre que es un vampiro y le guía hasta la fábrica, donde tienen una máquina que cambiará la forma de vida de los vampiros: puede drenar toda la sangre de una persona y guardarla en unos frascos en pocos segundos.
Buffy intenta detener a los vampiros y Ángel libera a los prisioneros humanos. En el transcurso de la pelea, Ángel, Willow y Xander son destruidos. Mientras Buffy continúa luchando, Giles invoca a Anyanka e identifica al colgante como su centro de poder. Lo destruye justo cuando el Maestro vence a Buffy y le parte el cuello.
Cordelia aparece frente a Anya en el instituto. Formula varios deseos pero éstos no se cumplen. Buffy, Willow y Xander reanudan su conversación.

## Reparto

### Personajes principales
- Sarah Michelle Gellar como Buffy Summers.
- Nicholas Brendon como Xander Harris.
- Alyson Hannigan como Willow Rosenberg.
- Charisma Carpenter como Cordelia Chase.
- David Boreanaz como Angelus.
- Seth Green como Oz.
- Anthony Stewart Head como Rupert Giles.

### Apariciones especiales
- Mark Metcalf como El Maestro.
- Emma Caulfield como Anya/Anyanka.
- Larry Bagby III como Larry Blaisdell.
- Mercedes McNab como Harmony Kendall.

### Personajes secundarios
- Danny Strong como Jonathan Levinson.
- Nicole Bilderback como Cordette #1.
- Nathan Anderson como John Lee.
- Mariah O'Brien como Nancy.
- Gary Imhoff como Profesor.
- Robert Covarrubias como Cuidador.

## Producción

### Música
- Christophe Beck - «Bizzaro Sunnydale»
- Christophe Beck - «Blood machine»
- Christophe Beck - «Slayer's Elegy»
- Gingersol - «Never noticed»
- Music House - «Get out of my way»
- The Spies - «Tired of being alone»

## Continuidad
Aquí se presentan los hechos que o bien influyen en la tercera temporada exclusivamente, o bien que viniendo de episodios anteriores influyen en este. Y por último, acontecimientos que ocurren en estw episodio que influyen en las demás temporadas o en alguna otra temporada.

### Para la tercera temporada
- Aunque en el universo paralelo, Buffy termina por enfrentarse a El Maestro y este la mata, como se profetizó en el Pergamum Codex, introducido en Loca e invisible y en La chica de la profecía.

### Para todas o las demás temporadas
- Este episodio presenta a Anynaka, quien hará algunas intervencionas más antes de voverse un personaje «oficial» en las tres últimas temporadas.
- En Cleveland existe otra boca del infierno pero no es hasta La elegida cuando Giles se lo confirma a los demás.